# Bidessus mundulus
Bidessus mundulus är en skalbaggsart som beskrevs av Omer-cooper 1965. Bidessus mundulus ingår i släktet Bidessus och familjen dykare. Inga underarter finns listade i Catalogue of Life.